# Asplenium scandens
Asplenium scandens är en svartbräkenväxtart som beskrevs av John Smith. Asplenium scandens ingår i släktet Asplenium och familjen Aspleniaceae. Inga underarter finns listade.